# Ден-Долдер
Ден-Долдер (нід. Den Dolder) — село в нідерландській провінції Утрехт. Входить до муніципалітету Зейст.
Його площа становить 4,19 км², а населення станом на 2021 рік складало 4 420 осіб.